# Heer

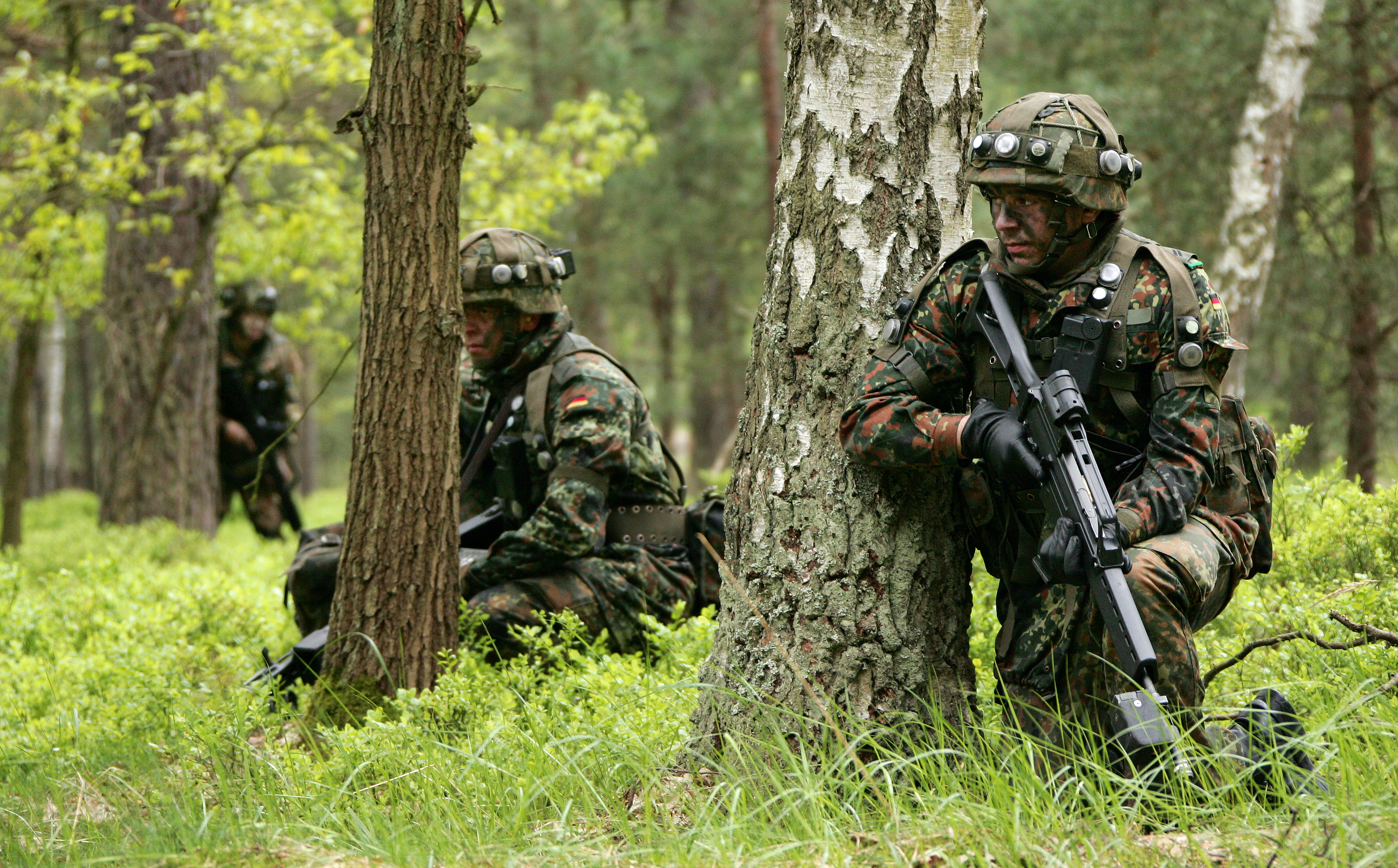
Panzergrenadiere des Heeres der Bundeswehr

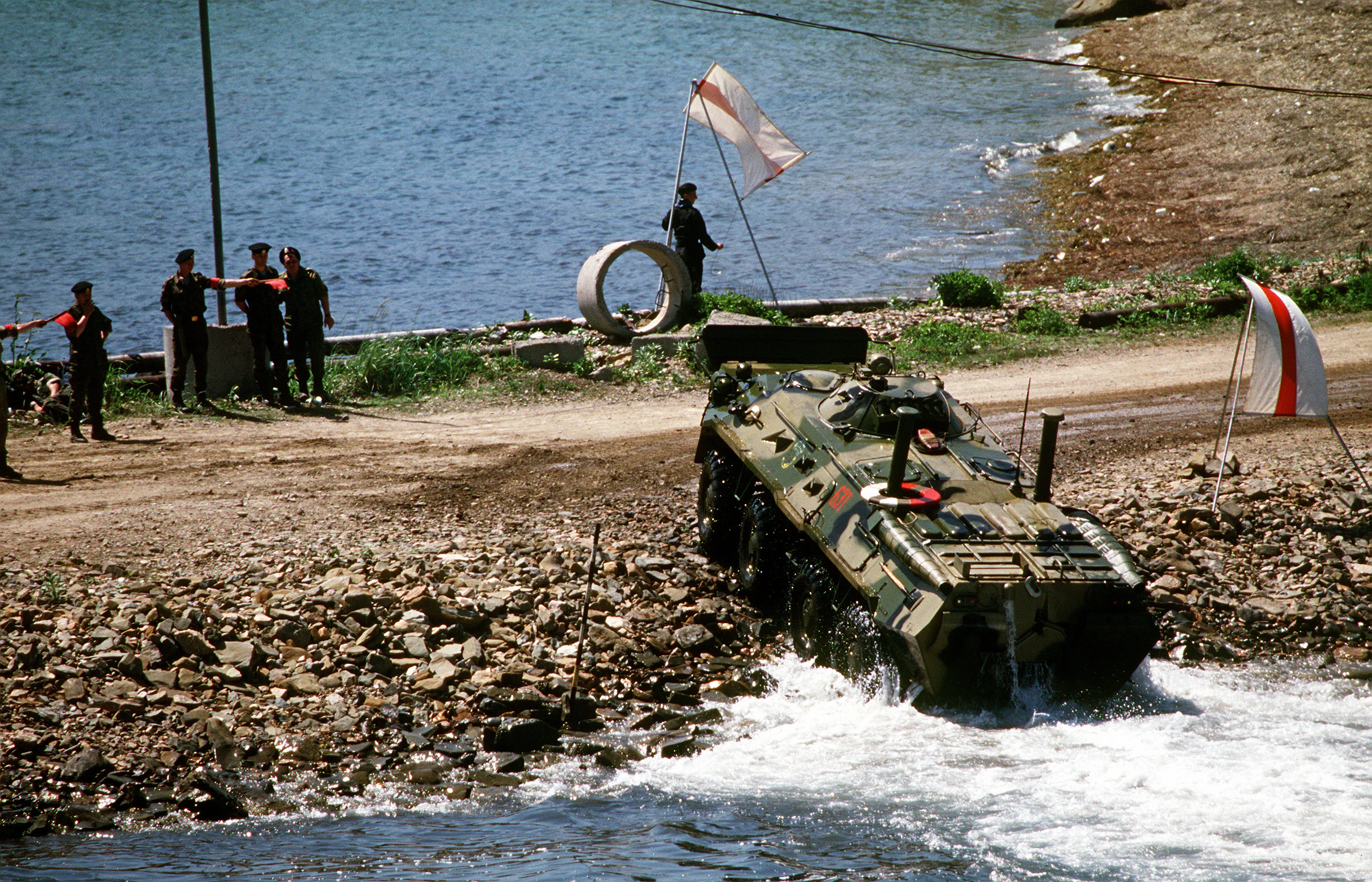
BTR-80 der Landstreitkräfte der russischen Streitkräfte

Das Heer eines Staates umfasst meist alle Landstreitkräfte als Teilstreitkraft. Aufgabe des Heeres ist primär die Durchführung von Landoperationen zur Aufklärung und Bekämpfung feindlicher Streitkräfte. Das Heer gliedert sich in Kampftruppen, Kampfunterstützungstruppen, Logistiktruppen und Führungstruppen.

## Geschichte

### Antike und Mittelalter
Bereits in den antiken Heeren kam es zu einer Unterteilung in Truppengattungen, insbesondere in leichte und schwere Infanterie sowie Kavallerie. In den griechischen und römischen Heeren war die Aufgabe der wehrfähigen Männer im Heer von ihren Besitzverhältnissen abhängig, da die Soldaten zunächst selbst für ihre Ausrüstung aufkommen mussten. Die schwer gepanzerten griechischen Hopliten, die in einer dichten Phalanx kämpften, rekrutierten sich aus der Oberschicht. Zu Zeiten der Römischen Republik ging der Staat dazu über, für die Ausrüstung des großen römischen Heeres aufzukommen. Als Folge davon entstand eine gewaltige Kriegsindustrie. Seit der Spätzeit der Republik bestand das stehende römische Heer aus Freiwilligen. Durch die Reform des römischen Heeres durch Gaius Marius (u. a. bedingt durch die Einfälle der Kimbern und Teutonen) wurde der Grundstein für das schlagkräftige römische Heer der Kaiserzeit gelegt, durch das erst die gigantische Expansion des Römischen Imperiums bewerkstelligt werden konnte. Die Truppenstärke zur Zeit der größten Ausdehnung des römischen Reiches wird auf ca. 400.000 (in der Spätantike wohl etwas stärker) geschätzt. In der Kaiserzeit wurde eine letzte große Reform des Heeres eingeleitet. Lange Zeit bestand jede Legion des Römischen Heeres stets aus den 3 Truppenteilen (Manipel) Triarii, Principes und Hastati. In der Spätantike kam es zur Trennung des Heeres in ein Bewegungs- (Comitatenses) und ein Grenzheer (Limitanei); die Legionen wurden zudem verkleinert, dafür aber deren Anzahl erhöht.
Nach dem Untergang des Weströmischen Reiches, der unter anderem durch die Völkerwanderung herbeigeführt wurde, gab es über Tausend Jahre lang keine stehenden Heere in Europa, außer im Oströmischen bzw. Byzantinischen Reich.
Die Heeresaufgebote des Mittelalters bestanden aus freien Bauern, aus Rittern und sonstigen Adeligen und deren Gefolgsleuten und aus städtischen Aufgeboten von Männern mit Bürgerrecht. Heere wurden im europäischen Mittelalter nur dann aufgeboten, wenn ein Kriegszug geplant war oder eine feindliche Invasion abgewehrt werden musste. Begründet wurde die Verpflichtung zum Heeresdienst durch die feudalen Abhängigkeiten.

### Neuzeit

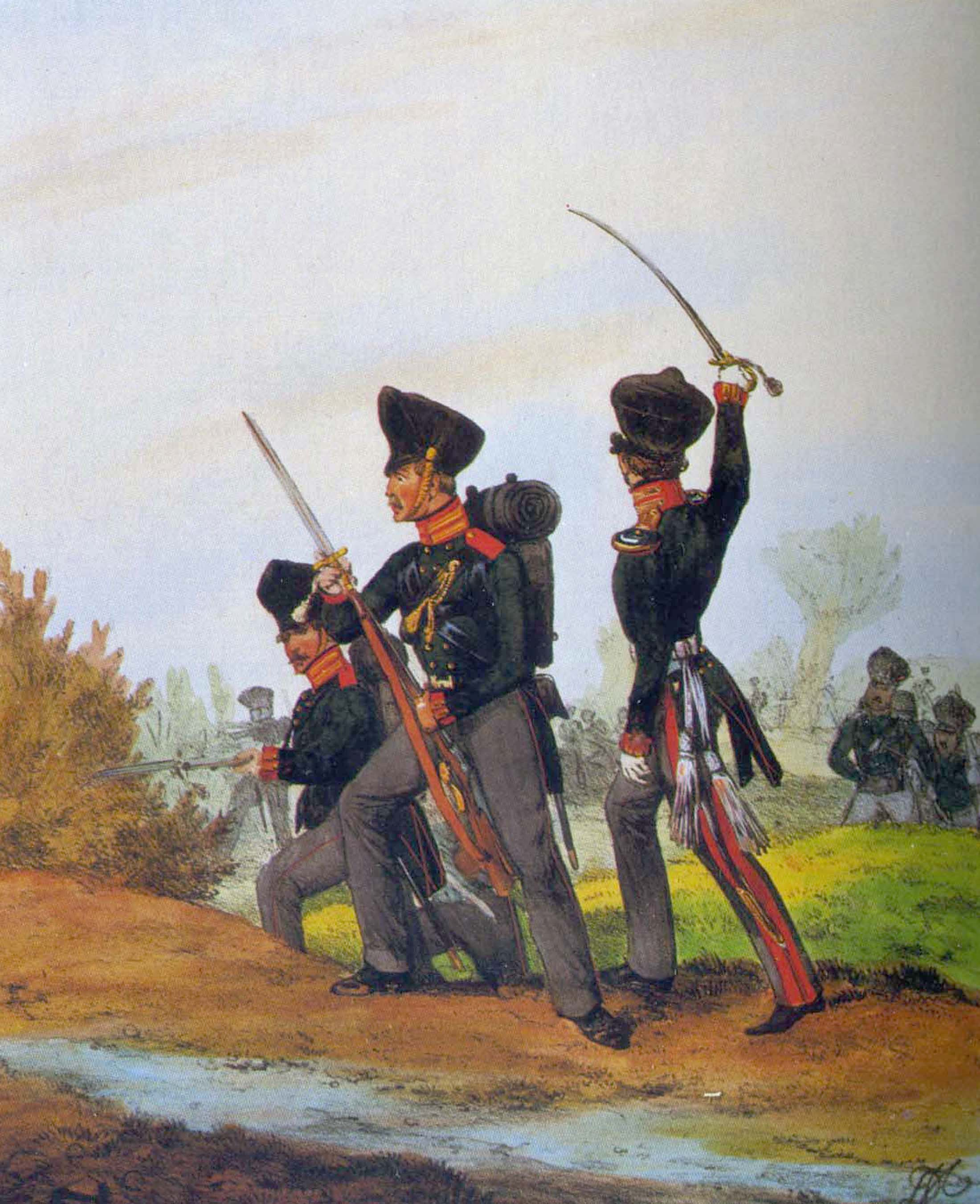
Kurhessische Jäger

Im Spätmittelalter machten Söldner den größten Teil des Heeres aus, da sich die Fürsten und Könige auf diese Weise aus der Abhängigkeit von ihren Vasallen lösen wollten. Organisiert wurden sie von Condottieri, den ersten Kriegsunternehmern. Auf deutschem Gebiet entwickelte sich nach italienischen Vorbildern das Söldnertum in Form der Landsknechte. Die Söldnerheere waren eine Folge der immer wichtiger gewordenen Geldwirtschaft, welche die feudale Begründung zur Teilnahme an einem Kriegszug durch finanzielle Motive ersetzte. Da die Söldner oftmals undiszipliniert waren und sich nicht an einen bestimmten Staat gebunden fühlten, wurden sie schnell in großen Teilen Europas zur Landplage. Ausgebliebene Soldzahlungen konnten zu schweren Plünderungen und Ausschreitungen führen, zudem ließen sich viele Söldner abwerben, wenn man ihnen einen höheren Sold versprach.
Der Übergang zu disziplinierten, stehenden Heeren wurde zu Beginn der Frühen Neuzeit eingeleitet. Die Infanterie kämpfte seit dem 15. Jahrhundert in dichten Formationen, was eine hohe Disziplin erforderte. Um von den Söldneraufgeboten unabhängig zu sein, gingen die meisten europäischen Herrscher nach dem Dreißigjährigen Krieg, bei dem die Begriffe vom sengenden, raubenden und mordenden Heer geprägt wurden, im späten 17. Jahrhundert dazu über, stehende Heere aufzustellen. Die damit verbundenen Disziplinierungsmaßnahmen ermöglichten es, die Heere trotz immer größer werdender Feuerkraft in geschlossener Schlachtreihe vorgehen zu lassen. Erst im 19. Jahrhundert ging man aufgrund der rapiden Weiterentwicklung von Feuerwaffen dazu über, die Heere im Gefecht aufzulockern.

#### 19. Jahrhundert
Nach Einführung einer allgemeinen Wehrpflicht im Zuge der Französischen Revolution wurden während der Napoleonischen Kriege die bislang stärksten Heere der Geschichte aufgestellt. In dieser Phase wirkte sich das französische Beispiel zwar modernisierend auf andere europäische Staaten wie Preußen aus. Nach 1815 stagnierten die Heeresstärken und Rüstungen dann in einer längeren Friedensperiode wieder bzw. waren meist stark rückläufig. Erst ab dem letzten Drittel des 19. Jahrhunderts, das ganz im Zeichen der Industrialisierung und Innovation stand, stellten viele Staaten, darunter fast alle Großmächte, Armeen mit Wehrpflichtsystem auf. Als Vorbild diente nun das preußisch-deutsche Heer, das im Krieg von 1870/71 international beeindruckt hatte – sogar für das ferne Japan. Als Richtwert für die Stärke einer Armee wurde seit jener Zeit ein Anteil von ca. 1 % der Gesamtbevölkerung üblich. Auch etablierten sich damals ständige Generalstäbe zur Führung der Armeen. Eine wachsende Bürokratie, moderne Nachrichtenmittel wie die Telegraphie, dann das Telefon, vor allem aber die Eisenbahn leisteten ihren Beitrag zu der Entwicklung. In der zweiten Hälfte des 19. Jahrhunderts gelangen besonders bei der Konstruktion und Wirkung von Feuerwaffen sprunghafte Verbesserungen. Dafür stehen z. B. das Zündnadel- und Chassepotgewehr, die Einführung des rauchschwachen Pulvers, von Brisanzgranaten und ersten Maschinengewehren. In unmittelbarem Zusammenhang damit steht das Aufkommen von Uniformen in gedeckten bzw. Tarnfarben; die jahrhundertelang üblichen farbenprächtigen Militärtrachten wurden bald nur noch bei Militärparaden oder für andere traditionelle Zwecke wie etwa den Wachdienst von Gardetruppen in Monarchien verwendet. Im Verlauf des 19. Jahrhunderts deklassierte der technologisch-militärische Fortschritt im Westen traditionelle Machtfaktoren wie das Osmanische Reich, China oder auch Spanien und Portugal nachhaltig. Am Ende des Jahrhunderts standen Europa und die USA im Zeichen des Imperialismus und Kolonialismus auf dem Höhepunkt ihrer Machtentfaltung; eventueller Widerstand in den abhängigen Gebieten konnte meist in kurzer Zeit unter Einsatz haushoch überlegener Mittel und brutaler Gewalt von Kolonialtruppen niedergeschlagen werden. Einzelne Mächte rekrutierten auch Verbände aus Einwohnern ihrer kolonialen Besitzungen zur Verstärkung der Armee im Mutterland.

#### 20. Jahrhundert

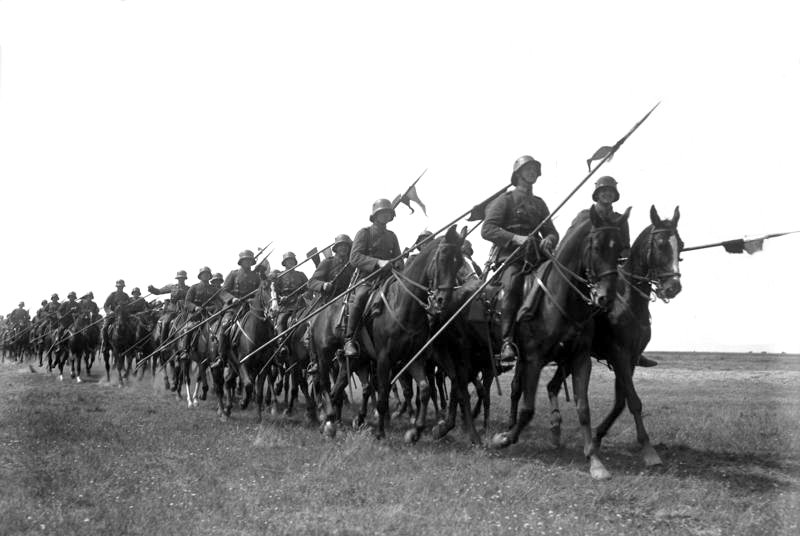
Kavallerie des Reichsheeres der Reichswehr

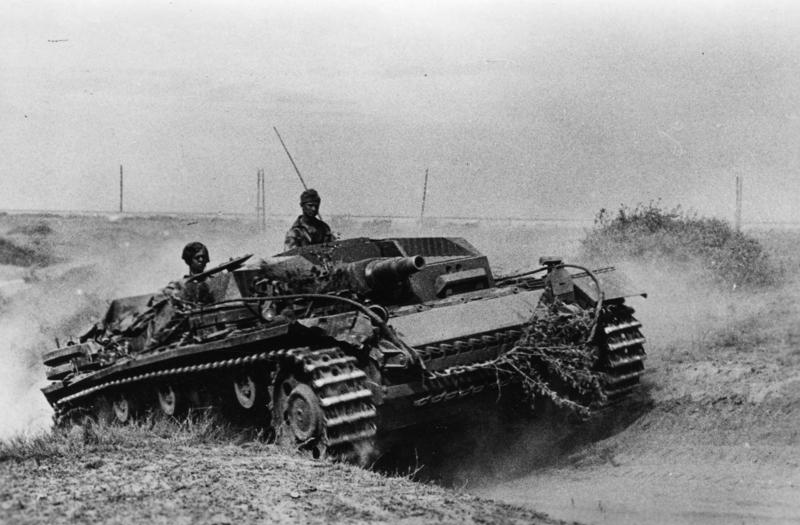
Sturmgeschütz III des Heeres der Wehrmacht

Bis in die erste Hälfte des 20. Jahrhunderts boten die Großmächte im Kriegsfall Millionenheere auf. Das deutsche Heer z. B. umfasste im Ersten Weltkrieg bis zu sieben Millionen Soldaten, insgesamt dienten 1914/18 über 13 Millionen Mann in den deutschen Streitkräften. Die bereits sehr bedeutende Industrie der Hauptmächte konnte enorme Mengen von Rüstungsgütern und Munition produzieren. Allgemein kennzeichnend für den Ersten Weltkrieg war eine weitgehend statische Kriegführung sowie die überragende Bedeutung der Artillerie. Neue Kampfmittel kamen auf, so etwa die Chemische Waffe. Erstmals waren Landstreitkräfte auch aus der Luft bedroht. Nach vielen Jahrhunderten Heeresgeschichte war die alte Truppengattung Kavallerie infolge der waffentechnischen Neuerungen praktisch obsolet geworden, von Nebenkriegsschauplätzen abgesehen. Andererseits bildeten sich in mehreren Ländern erste Ansätze einer neuen Truppengattung heraus – der Panzertruppe.
Eine Entwicklung hin zu einem totalen Krieg war zu beobachten. Es kam in kurzer Zeit zu nach Millionen zählenden Kriegsverlusten an Toten, Verwundeten und Verstümmelten – betroffen waren zu nahezu 100 % Heeressoldaten. Rund hundert Jahre nach den Napoleonischen Kriegen war der Erste Weltkrieg wieder ein Ereignis, das sich auf die Demographie einiger Länder verformend auswirkte, und zwar noch weit schärfer. Am schwersten gezeichnet war Frankreich, das mit ca. 1,3 Millionen Gefallenen mehr als 3 % seiner Bevölkerung verloren hatte.
Im Zweiten Weltkrieg intensivierte sich diese Entwicklung noch. Die Rote Armee wurde die personalstärkste militärische Organisation der Geschichte und zählte 1945 über 11 Millionen Angehörige. Eine inzwischen voll entwickelte Massenproduktion von Kriegsbedarf aller Art hatte die Millionenheere mit einer bislang unvorstellbaren Menge unterschiedlichsten Materials versorgen können. Auf diesem Gebiet sollten sich die USA, seit Jahrzehnten größte Wirtschaftsmacht der Welt, eine unerreichte Spitzenposition erobern. Sie rüsteten nicht nur die eigene Armee in kurzer Zeit aus, sondern stützten auch noch andere, von Nazideutschland und dessen Verbündeten schwer bedrängte Mächte, vor allem Großbritannien und die Sowjetunion. Die Verwendung von Kraftfahrzeugen und Panzern in den Heeren erreichte einen ersten Höhepunkt. Kampfunterstützungstruppen und Logistik umfassten in den am stärksten technisierten und fortgeschrittensten Armeen bald den größten Teil des Personalbestands.
Seit den 1930er Jahren hatte sich aus Anfängen in der Sowjetunion und in Deutschland die neue Truppengattung der Luftlandetruppen bzw. Fallschirmjäger entwickelt. Stärker ins Blickfeld rückte ab dieser Zeit auch die Marineinfanterie, funktionell ebenfalls Teil der Landstreitkräfte.
Vollends hatten sich nun die Luftstreitkräfte zu einem absolut unverzichtbaren und entscheidenden Kriegsmittel – der zweitwichtigsten Teilstreitkraft – entwickelt. Diesen technischen Neuerungen vor allem war zuzuschreiben, dass im Gegensatz zum Ersten Weltkrieg der Zweite Weltkrieg über weite Strecken als Bewegungskrieg geführt wurde.
War für die bisherige Geschichte eine meist sehr ausgeprägte Trennung der traditionellen Teilstreitkräfte an Land und zur See üblich – Heer und Marine führten bisweilen geradezu „eigene Kriege“ – leitete der Zweite Weltkrieg den Übergang zu einem System der „Gesamtstreitkräfte“ ein. Besonders ausschlaggebend hierfür waren innovative Führungs- und Organisationsmethoden, die im angloamerikanischen Bereich entwickelt wurden. Revolutioniert wurde die Amphibische Kriegführung bis hin zum Übergang zu einer triphibischen Kriegführung durch äußerst komplexe Operationen in engster Zusammenarbeit von Land-, Luft- und Seestreitkräften, beispielhaft stand dafür der gesamte Pazifikkrieg der USA und die Invasion 1944 in der Normandie.

#### Nach 1945

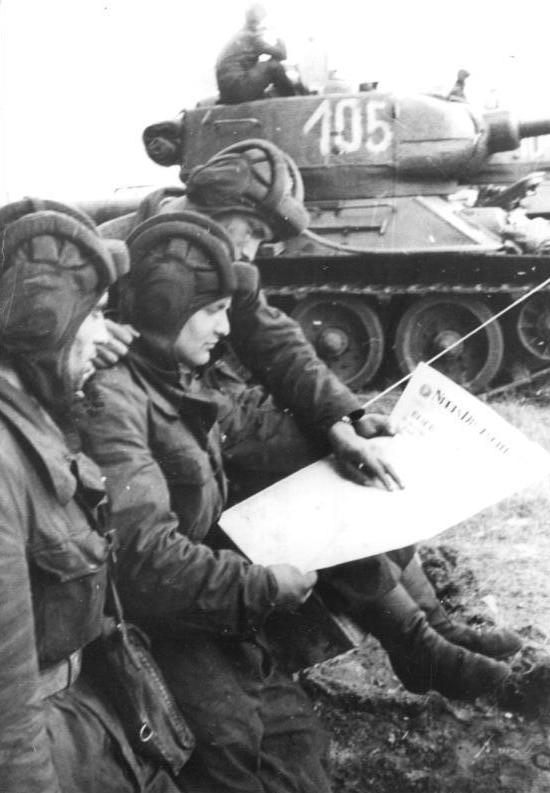
Panzersoldaten der Landstreitkräfte der Nationalen Volksarmee

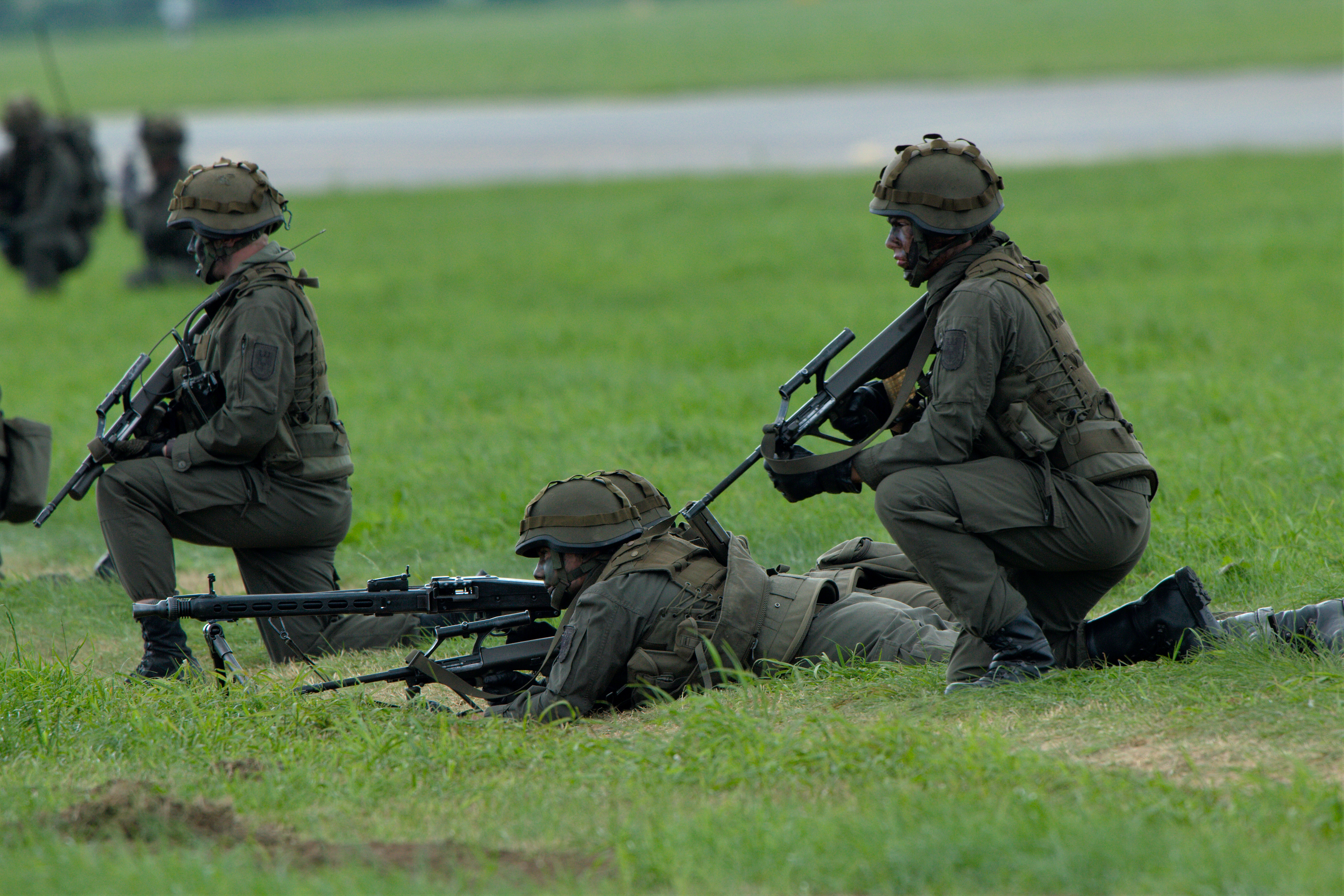
Jäger der Landstreitkräfte des österreichischen Bundesheeres

Nach einer kurzen Abrüstungs- und Demobilisierungsphase stellten in der Zeit des Kalten Krieges beide Kontrahenten – die NATO und der Ostblock (ab 1955 Warschauer Pakt) – seit ca. 1950 millionenstarke Landstreitkräfte auf. Als Katalysator der neuen, bis dato größten Aufrüstungswelle und des größten Rüstungswettlaufs aller Zeiten wirkte insbesondere der Koreakrieg.
Augenfällige Neuerungen der Zeit nach 1945 waren zunächst die Vollmotorisierung der meisten Heere, dann ein enormer Ausbau der gepanzerten Teile in allen Truppengattungen – auch zur Optimierung des Schutzes vor Massenvernichtungswaffen – und die ständig zunehmende Bedeutung der Raketenwaffen.
Einige Länder, darunter beide deutsche Staaten, führten aufgrund einer als bedrohlich empfundenen internationalen Lage wiederum die Wehrpflicht ein. Die Ära des Massenaufgebots von Infanterie, Artillerie, Panzern usw. nach dem Muster des Ersten und Zweiten Weltkrieges war aber spätestens seit Einführung der Atomwaffen unweigerlich an ihr Ende gekommen, eine Erkenntnis, die sich seit Anfang der 1950er Jahre durchsetzte. Kennzeichnend für die internationale Entwicklung war nicht länger der nunmehr dysfunktional gewordene personalintensive Heeresaufbau. Wegen der enormen Vernichtungskraft neuzeitlicher Waffensysteme verlor er seinen Zweck, zudem waren bereits durch die beiden bisherigen Weltkriege viele Länder nachhaltig demographisch geschädigt. Selbst ein theoretisch denkbarer, „nur konventionell“ und völkerrechtlich „sauber“ geführter Krieg ließ irreparable Folgewirkungen erwarten. Ein nie da gewesener Kapitalaufwand auf materiell-technischem Gebiet, bedingt und vorangetrieben durch einen ungeheuren Innovationsschub auf allen Gebieten nach 1945 – in der Sowjetunion wurde hierfür der Begriff „Revolution im Militärwesen“ geprägt – ließ die Bedeutung der konventionellen Heeresrüstung gegenüber den anderen Teilstreitkräften, besonders der Luftwaffe, teilweise auch Marine, namentlich aber der Atomstreitkräfte – sogar fühlbar absinken. Dennoch behaupteten die herkömmlichen Streitkräfte weiterhin den Löwenanteil der Rüstungsaufwendungen. Leitbild wurde die Verhinderung jedenfalls großer Kriege durch glaubhafte Abschreckung. Käme es zum Krieg, so die Idealvorstellung in beiden Blöcken, wäre er schnellstens siegreich oder wenigstens einigermaßen vorteilhaft zu beenden: ein Atomkrieg, stellte sich bald heraus, wäre auf jeden Fall besser zu vermeiden, schien er doch wegen seiner unvorstellbaren Begleitumstände nach vorherrschender Meinung allenfalls in der Theorie „führ-“ bzw. „gewinnbar“.
Abgesehen davon kam seit 1945 besonders in einer Reihe von konventionell geführten Kriegen im Rahmen der Dekolonisation bzw. in Stellvertreterkriegen eine achtstellige Zahl von Menschen ums Leben, zum größeren Teil Nichtkombattanten, wie es schon in Kolonialkriegen bis zum 20. Jahrhundert und stellenweise im Zweiten Weltkrieg der Fall gewesen war. Diese „Nebenkriegsschauplätze“ dienten den führenden Industriemächten gleichzeitig als Testfeld für die laufend verbesserten, neuen Waffensysteme der Land- und Luftstreitkräfte. Eine immer größere Rolle spielte die schnelle Luftbeweglichkeit von Truppen. Ab den 1950er Jahren trug die massenhafte Einführung von Hubschraubern ihren Teil dazu bei. Hierfür stehen beispielhaft der Algerienkrieg Frankreichs und der Vietnamkrieg der USA. Es verschwand die Konfrontation traditioneller Massenheere und Wehrpflichtarmeen in der Realität fast aus dem Blickfeld, andererseits nahm die Bedeutung der später sogenannten asymmetrischen Kriegführung, gestützt auch auf den Einsatz von Spezialtruppen, immer mehr zu. Besonders französische „Vordenker“ entwickelten Ideen über eine neuartige Kriegführung (z. B. gegen Befreiungsbewegungen oder Separatisten) im Grenzbereich zwischen Militär, Geheimdienst und politischer Propaganda. All dies im Zeichen einer immer riesiger werdenden Kluft zwischen den höchstgerüsteten Groß- und Supermächten und einer Vielzahl vergleichsweise schlecht bewaffneter militärischer „Habenichtse“ namentlich in der sogenannten Dritten Welt.
Als Ende der 1950er Jahre in breitem Maßstab taktische Atomwaffen eingeführt wurden, schätzte man die Bedeutung der Landstreitkräfte, z. B. im Rahmen von westlichen Flexible-Response-Vorstellungen, wieder höher ein. Im Allgemeinen erreichte der personelle Ausbau der Landstreitkräfte Ende der 1960er bis Mitte der 1970er Jahre einen Höchststand. Nach einer Entspannungsphase von ca. 1972 bis 1979 folgte bis Mitte der 1980er Jahre eine nochmalige Zuspitzung des Kalten Krieges. Anlass gab die Nuklearrüstung und der Ende der 1980er Jahre endgültig misslungene Krieg der Sowjetarmee in Afghanistan. Die Tendenz der sinkenden Bedeutung personalintensiver Rüstung und der immer größeren Schwerpunktsetzung auf technische Kriegsmittel wurde aber nicht mehr gebrochen, zumal sich die Dritte Industrielle Revolution in dieser Zeit allmählich voll auszuwirken begann. Allenfalls in der Sowjetarmee und dem Warschauer Pakt hielt sich bis zum Zerfall des Ostblocks am ehesten ein noch an den Zweiten Weltkrieg erinnerndes Kriegsbild: auf einer relativ breiten personellen und materiellen Basis – ob die im Westen ständig propagierte starke „konventionelle Überlegenheit“ des Ostens in den Jahrzehnten nach 1955 tatsächlich noch bestand, ist zumindest umstritten – sollten Vorstöße massiver Panzerverbände mit starker Artillerie weiträumige Offensiven ermöglichen und damit eine rasche Zerschlagung des Gegners sicherstellen, etwa nach dem Vorbild der Mandschurischen Operation vom August 1945 (in gewissem Sinn Höhe- und Endpunkt der „sowjetischen Kriegskunst“). Ein gewisser „Weltkrieg-II-Traditionalismus“ kam dabei auch in einer Überalterung der sowjetischen Armeeführung ab den 1970er Jahren zum Ausdruck. Der Westen stellte dem neben seiner im Grunde unumstrittenen technologischen Überlegenheit (z. B. im Bereich Panzer und Panzerabwehr, Elektronik usw.) ebenfalls offensive Konzeptionen entgegen, für die etwa der Begriff der Vorneverteidigung steht. In den 1980er Jahren galt konkret der US-Plan der AirLand Battle.
Als realer, jahrelanger Stellungskrieg zwischen Wehrpflicht-Heeren entsprach der Iran-Irak-Krieg von 1980 bis 1988 nochmals einem aus der Geschichte bekannten Muster. Nicht zuletzt durch sehr umfangreiche Kriegsmateriallieferungen diverser Hauptmächte in West und Ost befeuert, waren in dieser Auseinandersetzung am Ende bis zu 1 Million Tote zu beklagen. Weitere Kriege dieser Art innerhalb der „Dritten Welt“, etwa in Ostafrika nach dem Ende des Kalten Krieges, fanden kaum noch Beachtung.
Nach dem Ende des Kalten Krieges, das nach (strittiger) Ansicht evtl. dadurch herbeigeführt wurde, dass der Ostblock beim Wettrüsten nicht mehr mithalten konnte und kollabierte, kam es in den 1990er Jahren international zu einer starken personellen und auch materiellen Abrüstung der Heere. Was sich allerdings aufgrund der weiterlaufenden technischen Perfektionierung der Waffensysteme und aus anderen Gründen fiskalisch nicht bemerkbar machte. Rüstungsausgaben und -export nahmen weltweit auch nach dem Ende der Systemauseinandersetzung stark zu. Ob möglicherweise ein sogenannter Militärisch-Industrieller Komplex besteht, der, vielleicht seit längerem losgelöst von jeglicher Zweckrationalität- abgesehen vielleicht von Profitinteressen einzelner Gruppen – gleichsam als Perpetuum mobile funktioniert, ist umstritten.

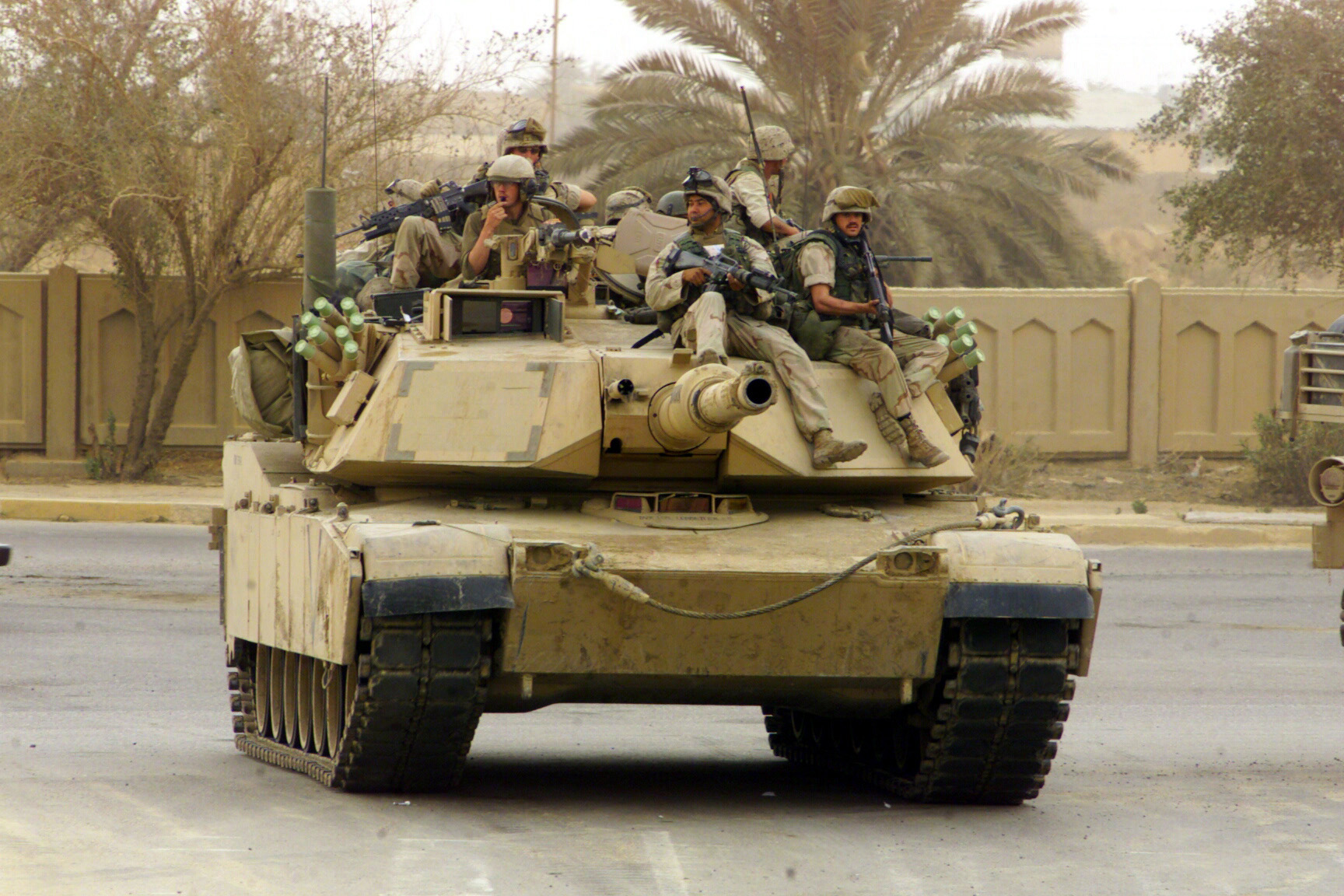
M1A1 der US-Army

Zur Zeit ihres unblutigen „Sieges“ über den Ostblock lieferte eine im Kern aus NATO-Staaten bestehende internationale Militärkoalition im Krieg gegen den Irak 1990/91 eine eindrucksvolle Machtdemonstration gegen einen zwar personell und materiell starken, aber dennoch unterklassigen Gegner ab. Präzisionsgelenkte Munition war ebenso charakteristisch wie eine enorme Propaganda-Offensive, konzertiert in enger Zusammenarbeit von Militär und Medien. Im Zuge einer weiter fortgeschrittenen Vernetzung aller Teilstreitkräfte spielten die Heeresoperationen fast eine Nebenrolle. Geschichtlich neuartig angesichts des Umfangs der beteiligten Kräfte waren besonders die Verluste. Die Siegerkoalition hatte einige hundert Tote zu beklagen (oft gar nicht durch Einwirkung des Gegners, sondern durch Friktionen im eigenen Operationsablauf verursacht). Der Verlierer dagegen erlitt Verluste in einer nicht bekannten mehrfachen Höhe von jedenfalls einigen zehntausend Toten. Beinahe nach demselben Muster liefen der Kosovokrieg 1999 und der Dritte Golfkrieg 2003 ab.
Mit der Änderung der Kriegführungsstrategien (z. B. in Deutschland mit den Verteidigungspolitischen Richtlinien in der Fassung von 2003) geht die Tendenz einher kleinere, hochpräsente und schnell verlegbare Heeresstrukturen zu schaffen damit weltweite Einsätze und abgestufte militärische Reaktion leichter möglich werden. Seit Ende des Kalten Krieges haben viele europäische Staaten die Wehrpflicht abgeschafft oder ausgesetzt (die Vereinigten Staaten hatten dies bereits nach Ende des Vietnamkrieges getan), was zu kleineren Heeren führte.

## Liste von Heeresstreitkräften

### Stehende Heere
Aktuell stehende Heere sind z. B.:
- Armée de Terre, Frankreich
- British Army, UK
- Heer der Volksbefreiungsarmee, China
- Deutsches Heer
- Ejército de Tierra, Spanien
- Esercito Italiano, Italien
- Russisches Heer
- Heer der Schweizer Armee
- Österreichisches Bundesheer
- United States Army, USA
- Türk Silahlı Kuvvetleri, Türkei
- Exército Português, Portugal

### Historische Landstreitkräfte
- Landwehr, eine Frühform des Milizsystems als Ergänzung zum stehenden Heer
  - kaiserlich-königliche Landwehr
  - königlich ungarische Landwehr
- k.u.k. Armee der Habsburgermonarchie 1804–1918
- Kaiserlich Russische Armee des Russischen Reichs bis 1917
- Heer des Deutschen Kaiserreichs 1871–1918
- Reichsheer („100.000-Mann-Heer“), Landstreitkräfte der Reichswehr des Deutschen Reichs 1919–1935
- Heer der Wehrmacht des nationalsozialistischen Deutschen Reichs 1935–1945
- Landstreitkräfte der NVA in der DDR 1956–1990
- Kaiserlich Iranische Landstreitkräfte 1922–1979